# 文星阁
文星阁，位于江苏省苏州市姑苏区苏州大学内。建于明朝，为苏州市文物保护单位。

## 历史
文星阁始建于明万历十七年（1589年），是为长洲县学所建，万历、崇祯、清康熙、乾隆年间均有修建。阁南另建有桂香殿、时习堂等。太平天国时期，太平军曾将此处作为瞭望塔，附属建筑毁于战火，仅有桂香殿在同治年间重建。文星阁上下共四层，全高28米，四面正方，每面底宽14.4米，攒尖顶四角飞檐，也称方塔。阁内顶层置有清代铁钟一口，钟声洪亮，也称钟楼。
文星阁得名于文昌星（又或文曲星），此星宿主文才，阁内供奉文星像，此阁也成为文人名士的集会之地，书生学子等也多有祭拜。现在的文星阁是苏州大学的标志性建筑之一。